# Assystem
Assystem (Euronext: ASY) es un grupo de ingeniería independiente con sede en París creado en 1966. Ofrece servicios de diseño, construcción, supervisión, puesta en marcha y operación de proyectos complejos e infraestructuras industriales, principalmente en la industria nuclear. La corporación ha participado en todos los proyectos de construcción de reactores europeos presurizados (EPR) en el mundo (en Flamanville (Francia), Taishan (China) y Okiluoto (Finlandia)).
En 2020 facturó más de 470 millones de euros, frente a los 871,4 millones de 2013. En 2021 contaba con más de 7100 empleados, frente a los más de 11 000 de 2013, debido principalmente a su decisión de centrar sus actividades en la industria nuclear y dejar atrás la mayor parte de su participación en otros sectores (como la industria del automóvil).
Assystem también tiene actividades en la industria aeroespacial. De hecho, en 2005, Assystem adquirió la filial Atena de la empresa alemana MTU Friedrichshafen. Además, la empresa también participa desde 2018 en la ingeniería del futuro dirigible Flying Whales.